# A Nông
A Nông is een xã in het district Tây Giang, een van de districten in de Vietnamese provincie Quảng Nam. A Nông heeft ruim 600 inwoners op een oppervlakte van 56,64 km².

## Geografie en topografie
A Nông ligt in het noordwesten van Tây Giang. In het westen grenst A Nông met de provincie Sekong in de Democratische Volksrepubliek Laos. De aangrenzende xã's in Tây Giang zijn A Tiêng en Bha Lê.